# Manihot guaranitica
Manihot guaranitica är en törelväxtart som beskrevs av Robert Hippolyte Chodat och Emil Hassler. Manihot guaranitica ingår i släktet Manihot och familjen törelväxter.

## Underarter
Arten delas in i följande underarter:
- M. g. boliviana
- M. g. guaranitica